# Denilson Costa
Denilson Costa (São João de Meriti, Brasil, 10 de junio de 1968) es un exfutbolista y director técnico brasileño naturalizado hondureño.

## Selección nacional
Fue internacional con la Selección de fútbol de Honduras en cinco ocasiones y no marcó goles.

## Clubes

### Como jugador
| Club               | País       | Año         |
| ------------------ | ---------- | ----------- |
| Limonense          | Costa Rica | 1990 - 1991 |
| Olimpia            | Honduras   | 1991 - 1994 |
| Belén              | Costa Rica | 1995        |
| Motagua            | Honduras   | 1995 - 1997 |
| Olimpia            | Honduras   | 1997 - 2002 |
| Marathón           | Honduras   | 2003 - 2005 |
| Platense           | Honduras   | 2005 - 2006 |
| Heredia            | Guatemala  | 2006        |
| Atlético Olanchano | Honduras   | 2007        |
| Necaxa             | Honduras   | 2007        |

### Como asistente técnico
| Club              | País     | Año         | Asistente de    |
| ----------------- | -------- | ----------- | --------------- |
| Necaxa            | Honduras | 2010 - 2011 | Jorge Jiménez   |
| Honduras Progreso | Honduras | 2017        | Nerlin Membreño |
| Vida              | Honduras | 2020 - 2021 | Nerlin Membreño |
| Vida              | Honduras | 2021 -      | Fernando Mira   |

### Como entrenador
| Club   | País     | Año         |
| ------ | -------- | ----------- |
| Necaxa | Honduras | 2011        |
| Tela   | Honduras | 2018 - 2019 |

## Palmarés

### Como jugador

#### Campeonatos nacionales
| Título                    | Club     | País     | Año  |
| ------------------------- | -------- | -------- | ---- |
| Liga Nacional de Honduras | Olimpia  | Honduras | 1993 |
| Liga Nacional de Honduras | Olimpia  | Honduras | 1999 |
| Torneo Apertura           | Olimpia  | Honduras | 2000 |
| Torneo Apertura           | Olimpia  | Honduras | 2002 |
| Torneo Clausura           | Marathón | Honduras | 2003 |
| Torneo Apertura           | Marathón | Honduras | 2004 |

#### Campeonatos internacionales
| Título           | Club    | Lugar          | Año  |
| ---------------- | ------- | -------------- | ---- |
| Copa Interclubes | Olimpia | Tegucigalpa    | 1999 |
| Copa Interclubes | Olimpia | San Pedro Sula | 2000 |

#### Distinciones individuales
| Distinción                                       | Club     | Año  |
| ------------------------------------------------ | -------- | ---- |
| Campeón de Goleo de la Liga Nacional de Honduras | Motagua  | 1997 |
| Campeón de Goleo de la Liga Nacional de Honduras | Marathón | 2003 |

## Vida privada
Está casado con la costarricense Mirta Yorleni Ortiz, sobrina de Enrique Rivers, junto con quien ha vivido entre Tegucigalpa y San José durante las últimas décadas. En 2002 recibió la ciudadanía hondureña.